# Alejandro Encinas

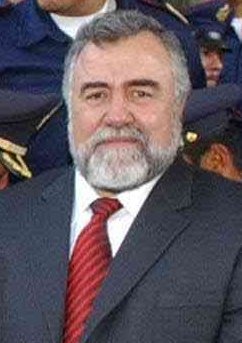
Alejandro Encinas

Alejandro Encinas Rodríguez (Mexico-Stad, 19 mei 1954) is een Mexicaans politicus, eerst van de Partij van de Democratische Revolutie (PRD) en later van Morena.
Encinas is afgestudeerd in economie aan de Nationale Autonome Universiteit van Mexico. Hij is voormalig onderzoeker van de Economische Commissie voor Latijns-America en de Caraïben van de Verenigde Naties en zat van 1985 tot 1988 en van 1991 tot 1994 in de kamer van afgevaardigden. In 2000 deed hij een poging leider te worden van het district Álvaro Obregón, maar hij verloor die verkiezing aan Luis Eduardo Zuno Chavira van Nationale Actiepartij (PAN). Hij werd interim-regeringsleider van Mexico-Stad na het terugtreden van Andrés Manuel López Obrador, die zich kandidaat voor het presidentschap wilde stellen en daarom grondwettelijk een half jaar voor de verkiezingen geen andere functie mocht bekleden.
In november 2006 tekende Encinas een wet waarmee in Mexico-Stad als eerste gebied in Mexico een geregistreerd partnerschap tussen twee personen van hetzelfde geslacht werd toegestaan. Encinas' termijn liap af op 3 december 2006. Hij werd opgevolgd door zijn partijgenoot Marcelo Ebrard. Encinas was kandidaat voor het voorzitterschap van de PRD in maart 2008, en werd gezien als de favoriet van López Obrador, en nam het op tegen Jesús Ortega. In de voorlopige uitslag leek hij de verkiezing gewonnen te hebben, maar tijdens de officiële telling werd gewag gemaakt van onregelmatigheden. Uiteindelijk werd besloten de verkiezing te annuleren en Guadalupe Acosta Naranjo als voorzitter aan te wijzen.
In 2009 werd hij opnieuw in de Kamer van Afgevaardigden gekozen en in 2012 werd hij in de Senaat gekozen. Hij verliet de PRD en trad toe tot Morena. Sinds december 2018 is Encinas onderminister voor mensenrechten en bevolking in het Ministerie van Binnenlandse Zaken tijdens de regering van president López Obrador.